# Economische democratie
Economische democratie is een systeem waarin economische beslissingen op een democratische manier genomen worden. Economische democratie staat daarmee tegenover de uitgangspunten van het liberale kapitalisme, waarin beslissingen genomen worden door de particuliere eigenaars van grondstoffen en productiemiddelen (fabrieken enz.) volgens het principe one dollar, one vote: de stemverdeling is gebaseerd op de verdeling van aandelen.
Volgens voorstanders van economische democratie is deze noodzakelijk om een ware democratie te vormen: de politieke democratie wordt in andere systemen verstoord door de politieke macht van eigenaren, vooral multinationals en andere grote bedrijven.
Tegenstanders van economische democratie wijzen op een vermeend gebrek aan economisch inzicht bij anderen dan geschoolde economen en ondernemers; soortgelijke argumenten werden eerder op het politieke vlak gebruikt tegen het algemeen kiesrecht en het vrouwenkiesrecht.
Economische democratie is een centraal thema in moderne vormen van marktsocialisme, ook anarchistische bewegingen streven doorgaans naar democratisch bestuur van de productiemiddelen.

## In Nederland
Er zijn verschillende Nederlandse personen, organisaties en bewegingen die economische democratie als doel hebben of hadden, waaronder:
- de Anarcho Syndicalistische Bond
- BIJ1[1]
- Provo
- het radencommunisme (belangrijk Nederlands persoon Anton Pannekoek)
- de Vrije Bond